# Погуляй, Юрий Александрович
Юрий Александрович Погуляй (род. 13 июня 1979, Ленинград) — русский писатель-фантаст XXI века.

## Биография писателя
Учился в Санкт-Петербургском политехническом техникуме. По окончании поступил в Санкт-Петербургскую Государственную Лесотехническую Академию (ЛТА). В настоящее время работает программистом.
В фантастике дебютировал в 2003 году: рассказ «Замок Бренда», вышел в журнале «Порог» (город Кропивницкий) тиражом 1000 экземпляров. В 2004 году вышла дебютная книга «Команда», в издательстве «Армада-Альфа-книга».

## Произведения
- Команда: Роман. — М.: Армада; Альфа-книга, 2004. — 439 c.
- Счастливые земли: Роман. — М.: Армада; Альфа-книга, 2005. — 469 c.
- Именем Горна?: Роман. — М.: Армада; Альфа-книга, 2007. — 408 c.
- Черный корабль: Роман. — М.: АСТ-Астрель, 2011. — 320 с.
- Братство чародеев: Роман. — СПб.: Лениздат, 2011. — 432с.
- Мертвая пехота: Роман. — Спб.: Издательский дом «Ленинград», 2012.- 416 стр.
- Компас чёрного капитана: Роман. - М.: Армада; Альфа-книга, 2012. — 313 c.
- Месть Ледовой Гончей: Роман. - М.: "Издательство АЛЬФА-КНИГА", 2013. - 375 с.

Также участвовал в ряде сборников фантастики:
- «Новое тысячелетие»
- «Книга врак»
- «На перекрёстках фэнтези»
- «Гуманный выстрел в голову»
- «Зомби в СССР: Контрольный выстрел в голову»
- «Фэнтези 2011»
- «Русская фантастика 2012»
- «Мастер своего дела»
- «Эльфы и их хобби»